# Iglesia de San Julián de los Caballeros (Toro)
La Iglesia de San Julián de los Caballeros de Toro (Zamora) es un antiguo templo mozárabe reconstruido en el siglo XVI por el arquitecto Rodrigo Gil de Hontañón. Su fachada, de transición gótico-renacentista, fue reedificada en 1879, trasladándose a ella la portada principal, procedente del antiguo monasterio de San Ildefonso y en la que puede leerse "En esta iglesia se mantuvo público el culto católico en tiempo de los sarracenos”. Sobre la portada se abre un gran ventanal redondo, y a su derecha se levanta la torre campanario, que data de 1606. La iglesia, de forma rectangular, está estructurada en tres naves de igual altura separadas por arcos formeros y un ábside. 

## Descripción
En su interior destaca el retablo mayor, de estilo renacentista, que desarrolla en pinturas la historia de San Julián y Santa Basilisa. Está compuesto por un banco con relieves de los apóstoles y otras figuras y un sagrario; sobre él, otros tres cuerpos con juegos de columnas dóricas y corintias, la estatua sedente de San Julián y una escultura de la Asunción, y rematado con un pequeño calvario, todo de la escuela de Esteban Jordán.  Su púlpito de madera tallada del siglo XVI, que también procede del antiguo monasterio de San Ildefonso, contiene figuras de santos, ángeles y mascarones. 
La iglesia también contiene las sepulturas de toresanos ilustres, como Antona García, heroína de la causa de Isabel la Católica, y su marido, Juan de Monroy; Pedro Celestino Samaniego, quien fundó la Obra Pía que lleva su nombre con el fin de prestar grano sin intereses a los labradores pobres de Toro para la siembra, a condición de devolverlo después de la recolección; y Pedro de Vivero, ascendiente de los marqueses de Valparaíso.